# Abdoulaye Traoré
Abdoulaye Traoré (född 4 mars 1967), även kallad Ben Badi, är en ivoriansk före detta fotbollsspelare. Under sin karriär vann han bland annat Afrikanska mästerskapet 1992 med Elfenbenskusten. Med klubblaget ASEC Mimosas var han även i final av CAF Champions League 1995, där ASEC förlorade mot sydafrikanska Orlando Pirates.

## Meriter

### Klubblag
ASEC Mimosas
- Elfenbenskustens Premier League: 1990, 1991, 1992, 1993, 1994, 1995
- Elfenbenskustens Cup: 1990, 1991

### Landslag
Elfenbenskusten
- Guld i Afrikanska mästerskapet: 1992
- Brons i Afrikanska mästerskapet: 1986, 1994

### Individuellt
- Skytteligavinnare i Elfenbenskustens Premier League: 1992, 1994